# Fortunato Libanori
Fortunato Libanori (Milano, 14 giugno 1934 – Milano, 11 luglio 2006) è stato un pilota motociclistico e pilota motonautico italiano.

## Biografia

### L'infanzia
La famiglia d'origine veneta, della provincia di Rovigo, si trasferì nel quartiere di Gorla, perché il padre era stato assunto alla Pirelli come operaio.
Nell'estate del 1944 con la madre e i quattro fratelli sfollò nel paese natale, ma l'avvicinarsi delle truppe alleate sul fronte orientale fece decidere per un ritorno a Milano, considerata più sicura.
La mattina del 20 ottobre 1944 si trovava nella scuola elementare "Francesco Crispi" di Gorla, quando gli aerei alleati la colpirono, causando una tremenda strage. Al momento dello scoppio la 5ª classe di Fortunato aveva fatto in tempo ad uscire dall'edificio, ma sotto le macerie rimasero il fratello minore Giancarlo e il cugino Gianfranco.

### Il motociclismo
Libanori iniziò giovanissimo ad interessarsi di meccanica, dimostrando anche spiccate capacità tecniche e di guida, ma le modeste condizioni economiche della famiglia certo non gli consentivano la carriera sportiva di pilota.
Tuttavia, grazie alla sua abilità della meccanica, durante la prima metà degli anni cinquanta fu assunto alla MV Agusta, dove le sue doti nella guida vennero subito comprese e prima utilizzate come collaudatore e come pilota in gare minori, poi facendogli disputare le stagioni 1956 e 1957 del Motomondiale, nelle classi 125 e 250.
Presto finita la sua partecipazione al Motomondiale, Libanori continuò a fare il collaudatore sia nel reparto corse, sia nel reparto produzione, anche partecipando saltuariamente ad alcune gare dimostrative, fino alla chiusura dell'azienda.

### La motonautica
Parallelamente all'attività lavorativa in fabbrica, Libanori prestava la sua consulenza tecnica per la preparazione dei propulsori sportivi impiegati in varie discipline motoristiche, compresa la motonautica, molto praticata in quegli anni sul lago di Varese, su quello di Como e, soprattutto, sull'Idroscalo, promossa dall'attivissima Federazione Italiana Motonautica, fondata proprio a Milano, dal principe Ferdinando di Savoia, nel 1923.
Ebbe così modo di competere nel settore motonautico, iniziando casualmente una prestigiosa carriera sportiva che si svolse dal 1959 al 1970, confortata da numerose e importanti affermazioni. A Libanori bastarono pochi mesi per impadronirsi della tecnica di guida sull'acqua e già dalla seconda stagione divenne uno dei piloti protagonisti del campionato nazionale.
Nel 1962 conquista sia il campionato italiano, sia il campionato europeo nella categoria "Racers 2500". Due anni dopo, ottiene nuovamente il titolo nazionale nella categoria "Racers 2500" e nel 1965 vince due titoli europei nelle categorie "Racers 2500" e "Runabout 2000".
È del 1966 il suo primo titolo iridato nella categoria "LZ 2500", seguito dalla stagione opaca del 1967 e da quella trionfale del 1968, nella quale vince i titoli nazionale, europeo e mondiale della categoria "LZ 2500".
Il suo ultimo titolo è quello europeo del 1969, sempre nella categoria "LZ 2500", e l'anno successivo chiude la sua carriera sportiva, con un palmarès impressionante che comprende 3 titoli italiani, 5 titoli europei e 2 titoli iridati, con un totale 40 vittorie in gare
internazionali.

## Risultati nel motomondiale

### Classe 125
| 1956 | Classe | Moto      |  |   |   |   |   |     |  |  |  | Punti | Pos. |
| ---- | ------ | --------- |  | - | - | - | - | --- |  |  |  | ----- | ---- |
| 1956 | 125    | MV Agusta |  | - | 2 | 4 | - | Rit |  |  |  | 9     | 5º   |

| 1957 | Classe | Moto      |   |  |   |  |   |   |  |  |  | Punti | Pos. |
| ---- | ------ | --------- | - |  | - |  | - | - |  |  |  | ----- | ---- |
| 1957 | 125    | MV Agusta | - |  | 5 |  | - | 4 |  |  |  | 5     | 8º   |

| Legenda | 1º posto        | 2º posto            | 3º posto            | A punti      | Senza punti        | Grassetto – Pole position Corsivo – Giro più veloce |
| Legenda | Gara non valida | Non qual./Non part. | Ritirato/Non class. | Squalificato | '-' Dato non disp. | Grassetto – Pole position Corsivo – Giro più veloce |

### Classe 250
| 1957 | Classe | Moto      |   |  |   |  |   |   |  |  |  | Punti | Pos. |
| ---- | ------ | --------- | - |  | - |  | - | - |  |  |  | ----- | ---- |
| 1957 | 250    | MV Agusta | - |  | 4 |  | - | - |  |  |  | 3     | 14º  |

| Legenda | 1º posto        | 2º posto            | 3º posto            | A punti      | Senza punti        | Grassetto – Pole position Corsivo – Giro più veloce |
| Legenda | Gara non valida | Non qual./Non part. | Ritirato/Non class. | Squalificato | '-' Dato non disp. | Grassetto – Pole position Corsivo – Giro più veloce |